# Mariana (Humacao)
Mariana es un barrio ubicado en el municipio de Humacao, en el estado libre asociado de Puerto Rico. En el Censo de 2010 tenía una población de 3230 habitantes y una densidad poblacional de 285,18 personas por km². Es muy conocido por el Festival de la Pana, celebración llevada a cabo anualmente entre agosto y septiembre, durante el cual se crean artesanías, invitaciones, música y comidas hechas de pana, lo más distintivo y lo que le da el nombre al mismo. 

## Geografía
Mariana se encuentra ubicado en las coordenadas 18°7′34″N 65°51′10″O / 18.12611, -65.85278. Según la Oficina del Censo de los Estados Unidos, Mariana tiene una superficie total de 11.33 km², de la cual 11.33 km² corresponden a tierra firme.
Se encuentra a 166 metros sobre el nivel del mar, siendo uno de los lugares más altos del municipio de Humacao.

## Demografía
Según el censo de 2010, había 3230 personas residiendo en Mariana, lo que supone una densidad de población de 285,18 hab./km². De estos habitantes, el 79.29% eran blancos, el 10.06% eran afroamericanos, el 0.19% eran amerindios, el 0.03% eran asiáticos, el 4.98% eran de otras razas y el 5.45% pertenecían a dos o más razas. Del total de la población, el 99.66% eran hispanos o latinos de cualquier raza.

## Clima
Tiene un clima lluvioso, fértil y cálido. Está lleno de bosques lluviosos y frondosos. Su clima a veces (especialmente en meses de invierno) puede llegar a ser fresco y cómodo, bajando en ocasiones las mínimas por debajo de 66 grados Fahrenheit (18 grados Celsius), con sensación térmica incluso menor. En meses de verano suele ser caluroso y seco por periodos, llegando hasta temperaturas máximas de 88 grados Fahrenheit (31 grados Celsius).